# Juan Bautista Méndez
Juan Bautista Méndez, (Caa Catí en la actual provincia de Corrientes, Virreinato del Río de la Plata, 1776 - Corrientes, Argentina, 1865) fue un militar y político argentino, primer gobernador autónomo de la provincia de Corrientes, líder federal y aliado del caudillo José Artigas.

## Sus inicios
Tuvo una educación algo superior a la normal para la clase media de su época; en su juvnetud fue escribiente de un juez de paz de su provincia, en Mburucuyá, y en 1806 fue ascendido a juez de paz en la misma villa.
A raíz de la Revolución de Mayo pasó a la capital de la provincia, enrolándose más tarde en las milicias urbanas, con el grado de teniente. Era un rango muy bajo para su edad y educación; se suponía que ascendería rápidamente, pero el gobierno del Directorio se negó a conceder ascensos en una ciudad que consideraba tan poco importante.
Cuando los federales dirigidos por José Artigas chocaron con los representantes del gobierno porteño, muchos correntinos juzgaron que eran mejor defendidos de los ataques realistas y portugueses por los partidarios del caudillo que por los gobernantes nacionales. Se formó así un grupo de partidarios de Artigas, aunque sus miembros eran mucho más poderosos en el interior de la provincia que en la capital. Durante el gobierno de José León Domínguez, un oficial porteño mediocre y violento, la mitad de la provincia cayó en manos de los federales, tanto locales como de indios misioneros; y la opinión pública de la capital se hizo cada vez más opositora.

## La autonomía federal correntina
En los primeros días de marzo de 1814, Domínguez decidió embarcar las fuerzas militares, las armas defensivas y el dinero público hacia Buenos Aires. En respuesta, el día 10 de marzo, el teniente Méndez se puso al frente de una revolución que lo tomó preso; al día siguiente fue nombrado gobernador por el cabildo, y anunció la separación de Corrientes de la jurisdicción de Buenos Aires, de la que hasta entonces dependía. Lo primero que hizo fue embarcar a Domínguez hacia Buenos Aires, pero sin armas, tropas ni dinero.
El movimiento había sido inspirado por Artigas a quien rápidamente se pidieron instrucciones; este respondió que debía organizar un congreso provincial. El caudillo envió como representante suyo a Genaro Perugorría, un oficial correntino de familia adinerada, que presidió el congreso. Pero en septiembre, ante un pedido de ayuda de Artigas, depuso a Méndez y volvió la provincia a la obediencia de Buenos Aires. El director Posadas lo nombró gobernador.
El jefe de los indios misioneros, Blas Basualdo, organizó la reconquista de la provincia para los federales. Perugorría le salió al cruce, pero fue derrotado a fines de diciembre en Batel. Sería fusilado por orden de Artigas un mes más tarde.
El gobierno pasó a un tal José de Silva, antiguo oficial de la campaña de Belgrano al Paraguay, y que había colaborado con las campañas de los artiguistas contra los porteños. Bajo el gobierno de este, Méndez fue el jefe de las fuerzas de la capital; le tocó defender al gobernador de una revolución dirigida por los hermanos Escobar, que respondían a los porteñistas García de Cossio y Araujo. También depuso al poderoso comandante de Curuzú Cuatiá.
Al reunirse un nuevo congreso provincial, este lo nombró nuevamente gobernador en febrero de 1816. Ejerció, sobre todo, el mando militar, mientras el poder político lo tenía el cabildo de la ciudad, y el legislativo el congreso provincial.
A fines de ese año comenzó la invasión portuguesa a la Banda Oriental y a las Misiones. Méndez formó un pequeño ejército para defender ambos territorios, pero la mayor parte de sus fuerzas desertaron; la defensa quedó en manos de los indios guaraníes. Varias veces intentó Méndez ayudarlos a defender el oeste de la provincia, pero los correntinos se negaron a combatir junto a los guaraníes, por razones claramente racistas.

## Los guaraníes ocupan Corrientes
Tras una serie de derrotas, en mayo de 1818 fue derrocado por una revolución dirigida por el capitán José Francisco Vedoya. El comandante Miguel Escobar salió en defensa de Méndez, pero tras una serie de tratativas, las fuerzas del capitán Escobar abandonaron la campaña; Vedoya exigió ser nombrado gobernador.
Pero en agosto, Andrés Guazurary, el ahijado de Artigas y comandante de los guaraníes, ocupó la ciudad con sus fuerzas, acompañado del irlandés Pedro Campbell. Ambos impusieron su autoridad a los notables correntinos y repusieron en el gobierno a Méndez. Los personajes ricos y educados de la ciudad recordaron siempre la época de la invasión como una serie de robos, saqueos, violaciones y asesinatos; pero lo más probable es que hayan sido bastante bien tratados, solo que habían sido humillados por seres a quienes siempre habían considerado inferiores a ellos.
Desde Corrientes y Goya envió ayuda a los ejércitos de Santa Fe y Entre Ríos, pero pronto quedó claro que la primera prioridad era defender la costa del río Uruguay, donde los portugueses se dedicaban a destruir pueblos y saquear todo lo que encontraban. La guerra civil y la defensa contra la invasión extranjera, empobrecieron y aislaron a Corrientes, y naturalmente todos le echaron la culpa al gobernador. 
Los hermanos Escobar y el comandante Vedoya hicieron un nuevo intento de derrocarlo, pero fueron derrotados y ejecutados. Méndez, por su parte, pasaba la mayor parte de su tiempo en el interior de la provincia, organizando las fuerzas militares, mientras el gobierno real lo ejercía el cabildo, controlado por los representantes de Artigas. Para sacarse de encima a Campbell, le dio el mando de una escuadrilla naval, con la que este participó en la nueva guerra civil contra el directorio. Bajo el mando de Campbell, 400 correntinos participaron en la victoria federal de batalla de Cepeda.

## La caída
Al llegar las noticias del Tratado del Pilar y de la derrota de Artigas en Tacuarembó, los correntinos decidieron firmar un nuevo tratado con Artigas y el gobierno indígena de Misiones, en abril de 1820, en el campamento artiguista de Ábalos, cerca de Curuzú Cuatiá. También reunió un congreso provincial en el pueblo de Saladas.
Los meses siguientes estuvieron centrados en la guerra entre Artigas y Francisco Ramírez. El primero llevaba algunas tropas correntinas e importantes fuerzas indígenas. Tras dos pequeñas victorias del oriental, Ramírez lo venció en La Bajada, (actual ciudad de Paraná) e invadió la provincia de Corrientes; incluso una flota porteña ayudó al entrerriano y ocupó Goya, cuyo comandante se unió al invasor.
Mientras Méndez y Artigas se mantenían en el interior de la provincia, el 8 de agosto de 1820, el cabildo de la capital se pronunció a favor de su enemigo: dirigido por Juan José Fernández Blanco, arrestó a Campbell y Mariano Vera - el exgobernador federal de Santa Fe - y declaró depuesto a Méndez. Su casa fue saqueada y derribada en busca de los tesoros que supuestamente habría escondido en el interior de sus paredes, pero no encontraron nada.
Este aún estaba en campaña junto a Artigas, y lo acompañó en sus últimas maniobras, que terminaron en su exilio en el Paraguay. Méndez regresó a Corrientes, donde fue arrestado por orden de Ramírez. Fue condenado a muerte por no confesar dónde había escondido el dinero supuestamente robado, pero Méndez se dispuso a morir resignadamente. Solo entonces, el entrerriano debió reconocer que la versión de los tesoros era sólo un mito propalado por sus enemigos. Poco después fue puesto en libertad.

## Después de Artigas
Se retiró de la política, y se estableció en una chacra cerca de la ciudad, donde se dedicó a la agricultura. Años más tarde volvió a ejercer como escribano público y fue síndico en la parroquia de la ciudad. Más tarde juez de paz en el pueblo de Loreto, en la época del segundo gobierno de Pedro Ferré. Algunos de sus antiguos seguidores, como los de las familias Rolón y Cabral, fundaron más tarde el partido federal correntino.
Murió en la ciudad de Corrientes en 1865, poco antes de la invasión paraguaya que inició la Guerra del Paraguay. Tenía 98 años.

## Casa Antigua o Casa Méndez
Durante su gestión como gobernador, Méndez fijó la sede del gobierno en su casa particular, ubicada en la esquina de las calles actualmente llamadas Salta y Moreno. Posteriormente el gobierno se trasladó al antiguo Colegio de los Jesuitas, y la casa de Méndez, incorporada al patrimonio público, fue destinada a escuela primaria. Durante la Guerra del Paraguay fue utilizada como hospital de sangre y durante la epidemia de fiebre amarilla de 1871 como hospital dedicado al aislamiento de los enfermos. Posteriormente pasó al Consejo Superior de Educación y volvió a ser escuela, y luego biblioteca, con material donado por el Dr. Avelino Verón. El local quedó abandonado hacia 1910.
En 1933, el local fue cedido al Robson Tenis Club (actual Club San Martín de Corrientes), que decidió evitar la demolición ordenada por el Consejo y solicitó la colaboración del gobierno provincial para la restauración del edificio; de todos modos, parte de la edificación fue demolida, mientras el resto quedó incorporado al Club, con la condición de que lo conservara como edificio histórico. A lo largo de los años el Club San Martín, con recursos propios y con el aporte personal de sus socios, principalmente del expresidente de la institución, Tulio Mariño Fages, resguardó del paso del tiempo este edificio, que hoy forma parte del patrimonio arquitectónico de la ciudad de Corrientes.